# Estación de Siete Picos
Siete Picos es un apeadero que pertenece a la línea C-9 de Cercanías Madrid, ubicado en la ladera sur de los Siete Picos (Sierra de Guadarrama), dentro del término municipal de Cercedilla. 
El abandono institucional y el peligro de derrumbe por su mal estado, la estación fue incluida Lista roja de patrimonio en peligro el 4 de julio de 2025 por la asociación Hispania Nostra.

## Características
El apeadero cuenta con 2 andenes y su edificio de viajeros original, aun en pie, pero con puertas y ventanas tapiadas y sin ninguna aparente función, fue levantado con la construcción de la línea en 1923.
Aquí existía una vía secundaria hoy parcialmente demolida donde los trenes podían efectuar cruces, pero generalmente no se efectuaba ninguno, haciéndose todos en la estación de Puerto de Navacerrada.
Su tarifa correspondió a la Zona Verde según el Consorcio Regional de Transportes.
El apeadero era comúnmente utilizado solo por excursionistas, puesto que no existe ningún núcleo de población cercano, su única forma de acceder es un sendero de tierra que parte desde el apeadero de Camorritos. 
Hasta el verano de 2011, en que fueron clausurados todos los apeaderos intermedios entre Cercedilla y el Puerto de Navacerrada y entre éste y Los Cotos, esta estación tuvo carácter facultativo: el tren se detenía exclusivamente a petición del interesado.
En mayo de 2023 Adif anunció la recuperación y restauración del apeadero para permitir el cruce de trenes.

## Líneas
| procedencia/destino | < estación | Línea | estación >   | destino/procedencia |
| ------------------- | ---------- | ----- | ------------ | ------------------- |
| Cercedilla          | Camorritos |       | Collado Albo | Cotos               |